# Villeneuve (Puy-de-Dôme)
Pour les articles homonymes, voir Villeneuve.
Villeneuve est une commune française, située dans le département du Puy-de-Dôme en région Auvergne-Rhône-Alpes.

## Dénomination
La dénomination officielle actuelle est et reste Villeneuve. Toutefois, on note l'utilisation fréquente, même dans les administrations, d'une appellation d'usage, Villeneuve-Lembron, qui ne revêt aucun caractère officiel, en l'absence de délibération du conseil municipal appuyée par le conseil général, entérinée par un décret gouvernemental.
Cette appellation est notamment due à l'existence d'une commune partiellement homonyme, Villeneuve-les-Cerfs (ancien canton de Randan, arrondissement de Riom), sans compter les autres communes de France totalement ou partiellement homonymes (voir Villeneuve).

## Géographie

### Climat
Pour des articles plus généraux, voir Climat d'Auvergne-Rhône-Alpes et Climat du Puy-de-Dôme.
En 2010, le climat de la commune est de type climat océanique altéré, selon une étude du Centre national de la recherche scientifique s'appuyant sur une série de données couvrant la période 1971-2000. En 2020, Météo-France publie une typologie des climats de la France métropolitaine dans laquelle la commune est exposée à un climat de montagne ou de marges de montagne et est dans la région climatique  Nord-est du Massif Central, caractérisée par une pluviométrie annuelle de 800 à 1 200 mm, bien répartie dans l’année. 
Pour la période 1971-2000, la température annuelle moyenne est de 11 °C, avec une amplitude thermique annuelle de 16,5 °C. Le cumul annuel moyen de précipitations est de 636 mm, avec 7 jours de précipitations en janvier et 6,5 jours en juillet. Pour la période 1991-2020, la température moyenne annuelle observée sur la station météorologique de Météo-France la plus proche, « Issoire », sur la commune d'Issoire à 9 km à vol d'oiseau, est de 12,0 °C et le cumul annuel moyen de précipitations est de 610,7 mm,. Pour l'avenir, les paramètres climatiques de la commune estimés pour 2050 selon différents scénarios d'émission de gaz à effet de serre sont consultables sur un site dédié publié par Météo-France en novembre 2022.

## Urbanisme

### Typologie
Au 1er janvier 2024, Villeneuve est catégorisée commune rurale à habitat dispersé, selon la nouvelle grille communale de densité à sept niveaux définie par l'Insee en 2022.
Elle est située hors unité urbaine. Par ailleurs la commune fait partie de l'aire d'attraction d'Issoire, dont elle est une commune de la couronne,. Cette aire, qui regroupe 53 communes, est catégorisée dans les aires de moins de 50 000 habitants,.

### Occupation des sols
L'occupation des sols de la commune, telle qu'elle ressort de la base de données européenne d’occupation biophysique des sols Corine Land Cover (CLC), est marquée par l'importance des territoires agricoles (78,6 % en 2018), une proportion identique à celle de 1990 (78,6 %). La répartition détaillée en 2018 est la suivante : 
terres arables (47,1 %), prairies (31,5 %), forêts (18,1 %), milieux à végétation arbustive et/ou herbacée (3,2 %). L'évolution de l’occupation des sols de la commune et de ses infrastructures peut être observée sur les différentes représentations cartographiques du territoire : la carte de Cassini (XVIIIe siècle), la carte d'état-major (1820-1866) et les cartes ou photos aériennes de l'IGN pour la période actuelle (1950 à aujourd'hui).

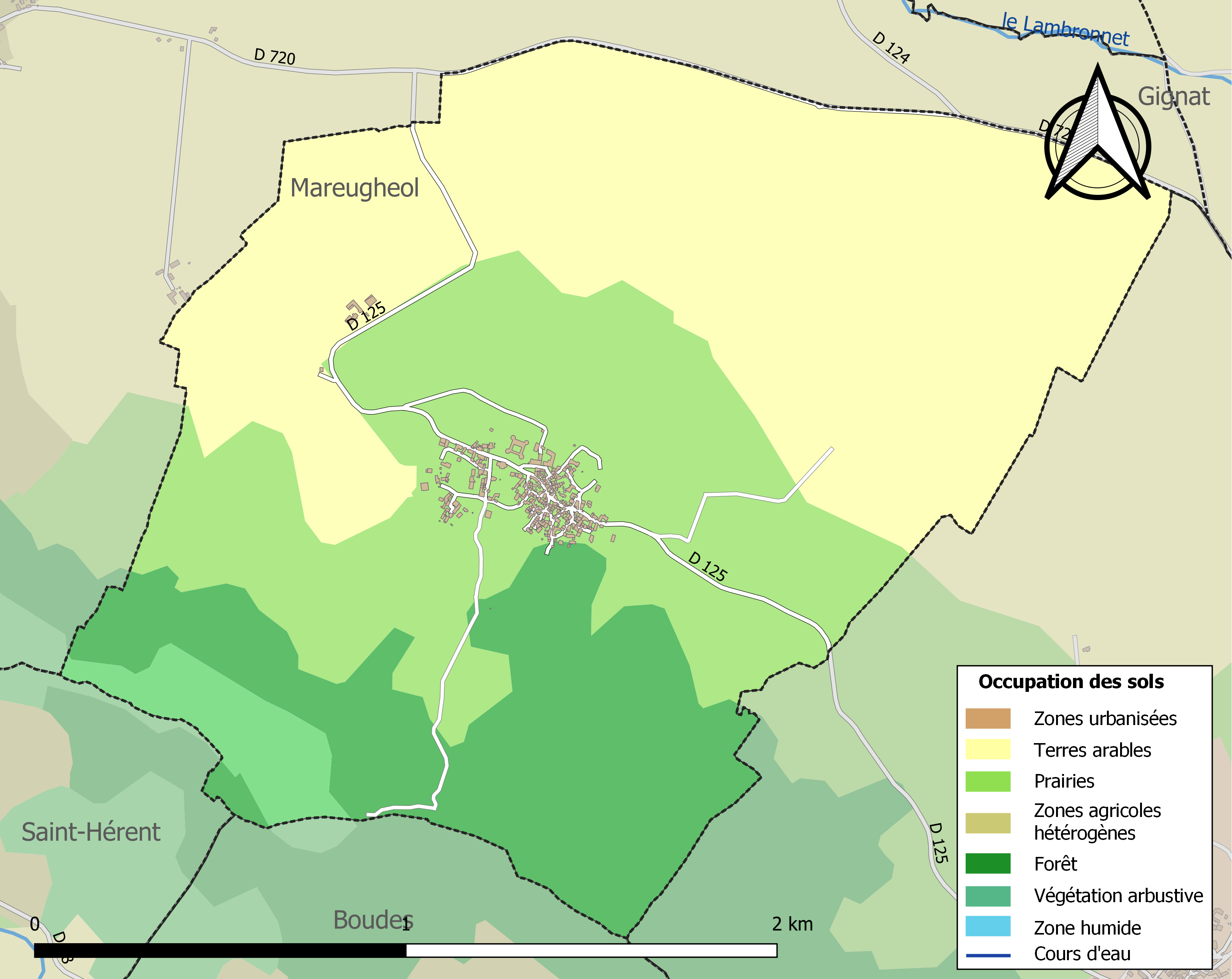
Carte des infrastructures et de l'occupation des sols de la commune en 2018 (CLC).

## Politique et administration
| Période                                  | Période                         | Identité         | Étiquette | Qualité           |
| ---------------------------------------- | ------------------------------- | ---------------- | --------- | ----------------- |
| Les données manquantes sont à compléter. |                                 |                  |           |                   |
| avant 1988                               | ?                               | Claude Ulrich    |           |                   |
| 2008                                     | En cours (au 20 septembre 2020) | Véronique Leroy, |           | Chef d'entreprise |

## Population et société

### Démographie
L'évolution du nombre d'habitants est connue à travers les recensements de la population effectués dans la commune depuis 1793. Pour les communes de moins de 10 000 habitants, une enquête de recensement portant sur toute la population est réalisée tous les cinq ans, les populations de référence des années intermédiaires étant quant à elles estimées par interpolation ou extrapolation. Pour la commune, le premier recensement exhaustif entrant dans le cadre du nouveau dispositif a été réalisé en 2005.

En 2022, la commune comptait 139 habitants, en évolution de −13,66 % par rapport à 2016 (Puy-de-Dôme : +2,1 %, France hors Mayotte : +2,11 %).
| 1793 | 1800 | 1806 | 1821 | 1831 | 1836 | 1841 | 1846 | 1851 |
| ---- | ---- | ---- | ---- | ---- | ---- | ---- | ---- | ---- |
| 374  | 378  | 408  | 465  | 358  | 423  | 420  | 430  | 453  |

| 1856 | 1861 | 1866 | 1872 | 1876 | 1881 | 1886 | 1891 | 1896 |
| ---- | ---- | ---- | ---- | ---- | ---- | ---- | ---- | ---- |
| 415  | 388  | 374  | 345  | 337  | 353  | 405  | 401  | 368  |

| 1901 | 1906 | 1911 | 1921 | 1926 | 1931 | 1936 | 1946 | 1954 |
| ---- | ---- | ---- | ---- | ---- | ---- | ---- | ---- | ---- |
| 315  | 240  | 221  | 184  | 157  | 161  | 157  | 121  | 111  |

| 1962 | 1968 | 1975 | 1982 | 1990 | 1999 | 2005 | 2006 | 2010 |
| ---- | ---- | ---- | ---- | ---- | ---- | ---- | ---- | ---- |
| 120  | 114  | 94   | 102  | 107  | 131  | 144  | 142  | 156  |

| 2015 | 2020 | 2022 | - | - | - | - | - | - |
| ---- | ---- | ---- | - | - | - | - | - | - |
| 162  | 146  | 139  | - | - | - | - | - | - |

## Culture locale et patrimoine

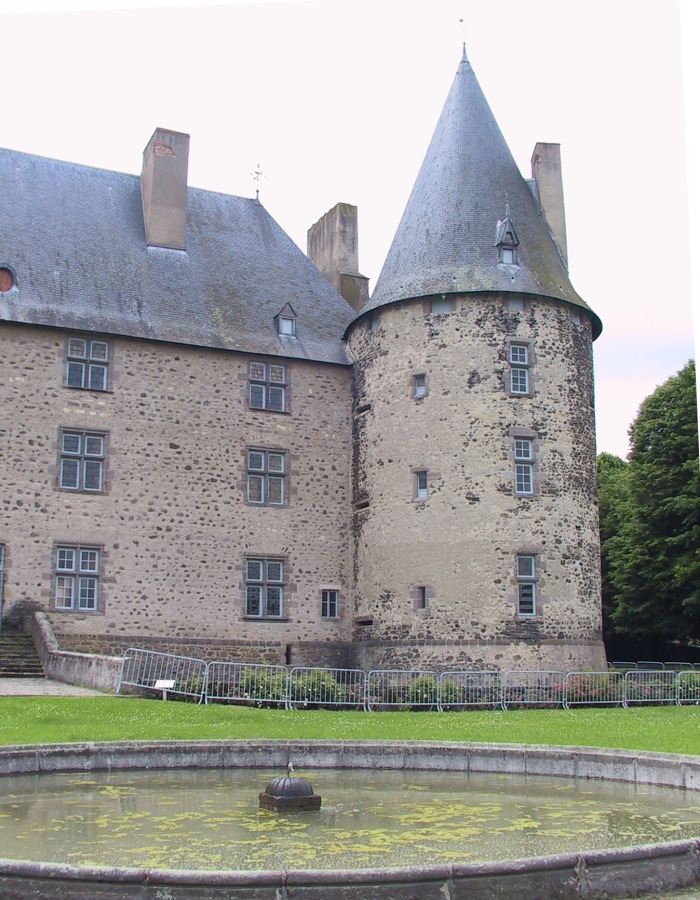
Château de Villeneuve-Lembron.

### Lieux et monuments
Bâti au flanc d'une ancienne coulée de lave bordant la plaine du Lembron, Villeneuve a la chance de posséder les vestiges de deux châteaux : le premier, l'Hôtel d'Aureilhe, s'est développé entre le XIIe siècle et le XVe siècle autour d'une tour romane préexistante, tandis que le second est un bel exemple de l'architecture de transition entre le Moyen Âge et la Renaissance. Il témoigne de l'ascension sociale de Rigaud d'Aureille, maître d'hôtel des rois Louis XI, Charles VIII, François Ier. Par la suite, la famille de Montmorin en héritera avant qu'il soit racheté par l'État en 1937. Il est actuellement géré par le Centre des monuments nationaux. Le château renferme des peintures murales des XVe et XVIIe siècles, dont un magnifique ensemble de grotesques découvertes récemment dans les anciennes écuries et sept tapisseries d'Aubusson du XVIIe siècle représentant l'histoire d'Alexandre.
L'église Saint-Claude est inscrite en 2024 au titre des monuments historiques, en raison du lien historique étroit
entre l’église et le château de Villeneuve-Lembron, et de la présence de décors peints,.

### Personnalités liées à la commune
Rigaud d'Aureille (1455-1517) : maître d'hôtel, chevalier, homme de confiance et ambassadeur de quatre rois et un grand personnage de son temps.